# معالي الشريف

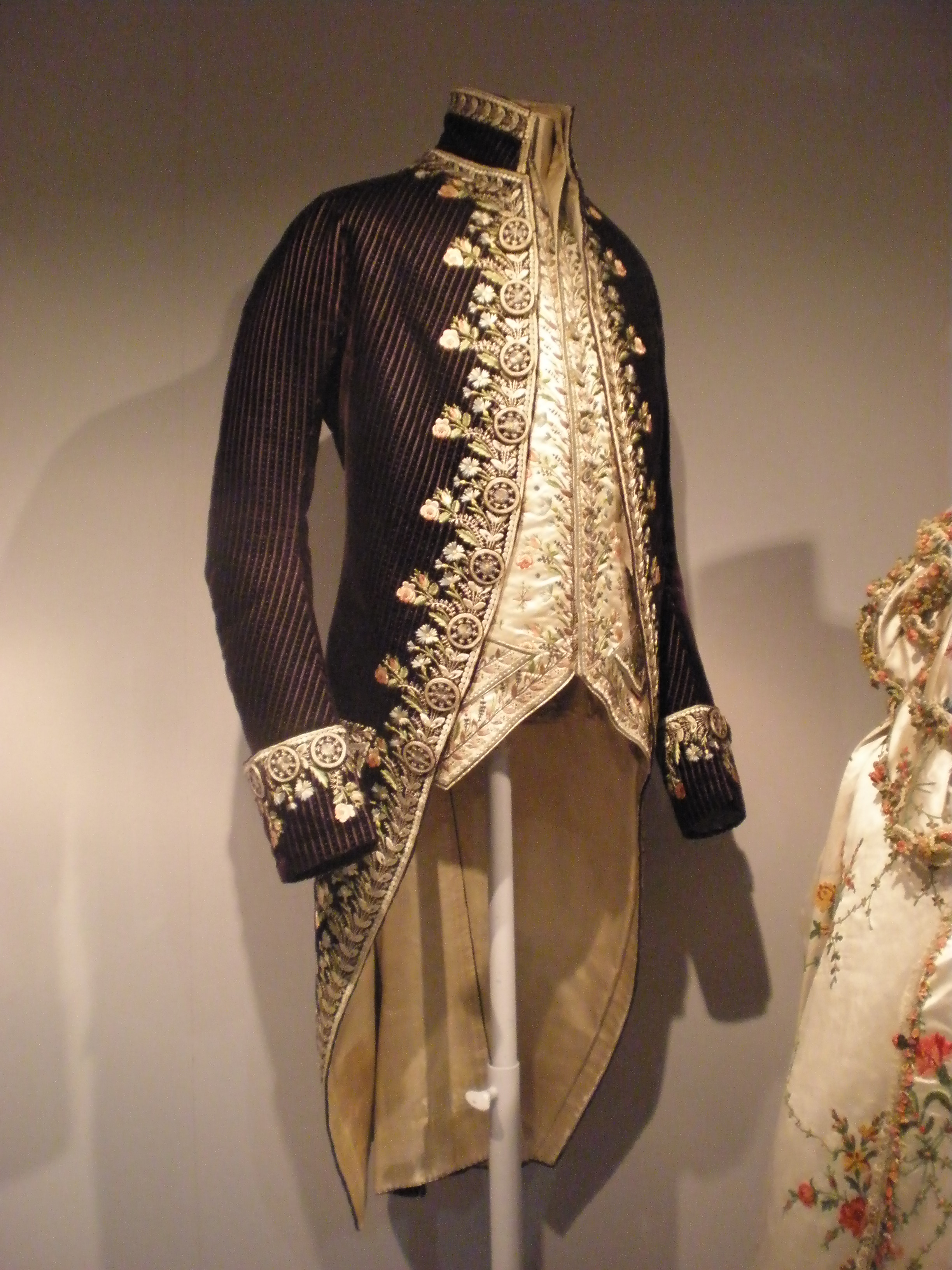
زي عضو المجلس الخاص

مَعَالِي الشَّرِيف (بالإنجليزية: The Right Honourable)‏ هو لقبٌ تشريفي يُمنح لأشخاصٍ بذاتهم سواء أكانوا أشخاصًا طبيعيين (أفراد) أو معنويين (جماعات وهيئات ومُنظمات…إلخ)، في المملكة المتحدة وبلاد الإمبراطورية البريطانية سابقًا، إضافةً إلى دُول الكومنولث. يُمنح هذا اللقب اليوم لأشخاصٍ تبوَّأوا مناصب حُكُوميَّة مُعينة في المملكة المُتحدة وكندا ونيوزيلندة وأستراليا (على نطاقٍ ضيِّقٍ في الأخيرة).
بحسب سياق الكلام في الأصل الإنجليزي لهذه العبارة، تُعد كلمة «Right = رَايْت» ظرفًا ومعناها: «الكثير» أو «الكامل». أمَّا وفق قواعد اللغة الإنجليزية، فإنَّ هذه العبارة تُعد صفائيَّة (بالإنجليزية: Adjective phrase)‏، أي أنها تصفُ امرئٍ.